# Soczewka (geologia)
Soczewka – forma występowania skał osadowych lub metamorficznych albo złóż mineralnych.
Jest to ciało (złoże) zajmujące niewielką przestrzeń w górotworze, którego miąższość jest największa w części centralnej i stopniowo maleje we wszystkich kierunkach, aż do zaniku (kształt soczewki).